# 内須川洸
内須川 洸（うちすがわ ひろし、1928年1月1日 - 2016年11月10日）は、日本の教育心理学者。筑波大学名誉教授。吃音教育が専門。
東京出身。1955年東京大学教育学部卒、1960年同大学院博士課程満期退学、62年「吃音の診断法に関する臨床心理学的研究」で教育学博士。1960年東京慈恵会医科大学助教授、1963年東京学芸大学特殊教育研究施設助教授、1974年大阪教育大学教授、1978年筑波大学教授、92年定年退官、名誉教授、昭和女子大学教授・生活心理研究所所長。従四位、瑞宝中綬章追贈。

## 著書
- 『臨床児童心理学』協同出版 1969
- 『吃音診断学序説』風間書房 1986
- 『言語障害』放送大学教育振興会 1986
- 『ことばの伸び方・心の成長』全国心身障害児福祉財団 両親指導の手引き書 1993
- 『言語臨床入門』風間書房 2000

### 共編著・監修
- 『どもりの話』神山五郎共著 東京大学出版会 東大新書 1967
- 『人間とコミュニケーション 吃音者のために』大橋佳子,伊藤伸二共訳・編 日本放送出版協会 1975
- 『言語障害事典』高野清純共著 岩崎学術出版社 1979
- 『講座言語障害治療教育 1 総説 1』中野善達共編 福村出版 1982
- 『講座言語障害治療教育 2 総説 2』笹沼澄子共編 福村出版 1982
- 『講座言語障害治療教育 3 言語発達遅滞』鈴木昌樹共編 福村出版 1982
- 『講座言語障害治療教育 4 構音障害』長沢泰子共編 福村出版 1982
- 『講座言語障害治療教育 5 吃音』神山五郎共編 福村出版 1982
- 『講座言語障害治療教育 6 難聴』中野善達共編 福村出版 1982
- 『講座心理臨床の実際 6 吃音の心理臨床』編 福村出版 1984
- 『幼児吃音に関する診断・治療法研究』早坂菊子共著 風間書房 1988
- 『言語障害用語辞典』監修 風間書房 1991

### 翻訳
- M.E.ブラック『学校における言語治療』若葉陽子共訳 日本文化科学社 言語障害基礎シリーズ 1967
- ヴェンデル・ジョンソン『どもりの相談』日本文化科学社 1967

## 論文
- <内須川洸